# Kultura Longshan
Kultura Longshan – chińska kultura neolityczna będąca bezpośrednią kontynuacją kultury Yangshao, która wykształciła się w rejonie centralnego i dolnego biegu Rzeki Żółtej między 2500 p.n.e. a 1850 p.n.e., na terenie m.in. północnej części prowincji Henan oraz wzdłuż wybrzeży Morza Wschodniochińskiego.
Nazwa pochodzi od miejscowości Longshan (龙山, dosł. Smocza Góra) w prowincji Szantung, gdzie w latach 1930–1931 odkryto pozostałości pierwszej osady przypisywanej tej kulturze.

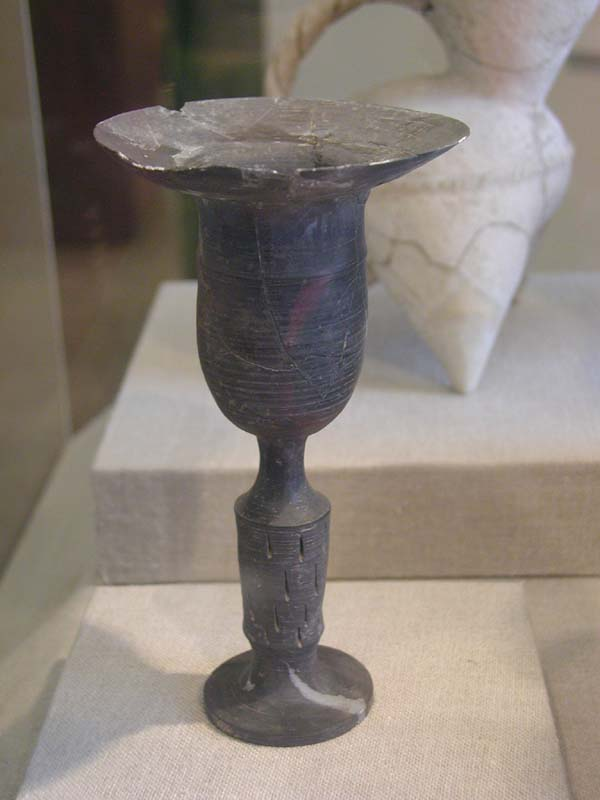
Kubek pochodzący z okresu kultury Longshan. Muzeum Sztuki i Archeologii im. Arthura M. Sacklera przy Uniwersytecie Pekińskim

Badania archeologiczne pozwoliły na odkrycie osad otoczonych wałami ziemnymi. Wyróżniająca cecha tej kultury był wysoki poziom wytwarzania naczyń oraz kół. Charakterystyczne są w szczególności wyrabiane na kole garncarskim wyroby wykonane z wypolerowanej czarnej ceramiki o wyszukanych kształtach, o czerepach grubości od 2 do 4 mm. Są to m.in. naczynia na trzech nóżkach (por. ding), puchary o esowatej linii wsparte na rzeźbionej nóżce lub w kształcie moździerza z uchwytami. Ozdoby w formie delikatnych linii i ząbków były wyciskane. Odnaleziono też liczne wyroby wykonane z kamienia (przede wszystkim narzędzia), krzemienia, nefrytu, kości i muszli, choć znana była już także miedź. W okresie kultury Longshan uprawiano kilka rodzajów zbóż i warzyw, a także poddawano fermentacji ryż. Rozpowszechniona była hodowla koni, krów, świń, owiec, psów i kur.